# Tell Me It's Over
Tell Me It's Over è un singolo della cantante canadese Avril Lavigne, pubblicato il 12 dicembre 2018 come secondo estratto dal sesto album in studio Head Above Water su etichetta discografica BMG Rights Management.
Il brano è stato scritto dalla stessa Lavigne in collaborazione con Melissa Bel, Ryan Cabrera, Johan Carlsson e Justin Gray.

## Descrizione
Tell Me It's Over invita ad essere forti, a tirare fuori il coraggio necessario per mettere fine a un rapporto, chiudere la porta su una relazione sbagliata. La canzone è ispirata allo stile e alle tematiche trattate in passato da Billie Holiday, Ella Fitzgerald, Aretha Franklin ed Etta James.

## Video musicale
Il videoclip del brano è stato pubblicato il 12 dicembre 2018 sul canale YouTube della cantante.

## Classifiche
| Classifica (2019) | Posizione massima |
| ----------------- | ----------------- |
| Belgio (Vallonia) | 89                |